# Marco da Costa

Marco Antônio da Costa (São Paulo, 29 de maio de 1964) é instrumentista e produtor musical brasileiro. Começou a tocar bateria profissionalmente em bailes, aos 12 anos de idade. Seu padrinho musical é o trombonista, compositor e arranjador brasileiro Bocato. Já se apresentou em grandes palcos dos Estados Unidos (Blue Note, Catalina Jazz, Iridium Jazz Club), Suíça (Montreux Jazz Festival), Áustria, Portugal, África, Alemanha, Canadá, França, Argentina, Uruguai e Paraguai.
Recebeu o Grammy Latino pela coprodução do disco de estreia da cantora Maria Rita, no qual também atuou como arranjador, baterista e diretor musical. Produzido por Tom Capone, o álbum rendeu três Grammys: Melhor Disco de MPB, Cantora Revelação (categoria internacional) e Melhor Música de MPB (A Festa de Milton Nascimento).
Já tocou com Rita Lee, Maria Rita, Ana Cañas, Leny Andrade, Itamar Assumpção, Isca de Polícia, Roberta Miranda, Flávio Venturini, Vânia Abreu, Paulo Ricardo, Sandro Albert, Russell Ferrante, Christian McBride, Bob Mintzer, Luba Mason, Bashiri Johnson, Pedro Camargo Mariano, Adriano Grineberg, Patife Band, Naná Vasconcelos, Kell Smith, Renato Neto, Flávio Bala, Banda Domingão do Faustão, além de participar da gravação de discos de grandes músicos e artistas brasileiros.